# پیپت دم‌دراز
 پیپت دم‌دراز (به لاتین: Anthus longicaudatus) گونه‌ای پرنده از خانوادهٔ دم‌جنبانک‌ها و یکی از انواع پی‌پت‌هاست که در آفریقای جنوبی، بوتسوانا و زامبیا یافت می‌شود.